# Edmund Pech (Kulturwissenschaftler)
Edmund Pech (obersorbisch Edmund Pjech; * 1965 in Bautzen) ist ein sorbischer Kulturwissenschaftler und Historiker mit dem Forschungsschwerpunkt sorbischer Geschichte und Kultur.

## Leben und Wirken
Pech absolvierte von 1987 bis 1992 ein Studium der Geschichte, Germanistik und Sorabistik an der Universität Leipzig. Von 1993 bis 1997 war er als Doktorand in der Abteilung Kultur- und Sozialgeschichte des Sorbischen Instituts tätig, er promovierte 1998 an der Freien Universität Berlin mit einer Dissertation zur Sorbenpolitik in der Deutschen Demokratischen Republik. Seit Oktober 1997 forscht Pech als wissenschaftlicher Mitarbeiter der Abteilung Kulturwissenschaften des Sorbischen Instituts, zwischen 2000 und 2012 übernahm er Lehraufträge zur sorbischen Geschichte an der Universität in Leipzig. Seit 2005 schreibt er als Fachredakteur Geschichte für die Lětopis – Zeitschrift für sorbische Sprache, Geschichte und Kultur.
Pech forscht auf den Gebieten der Geschichte und Kultur sorbischen Lebens. Dabei untersucht er unter anderem das Schulwesen der Sorben, die Sozial- und Alltagsgeschichte der Sorben, sorbische Kulturgeschichte von der Frühen Neuzeit bis zur Gegenwart, die Kirchenpolitik in der zweisprachigen Lausitz, Organisationsstrukturen nationaler Minderheiten in der Zwischenkriegszeit sowie die Sorbenpolitik der DDR. Er ist Mitglied im wissenschaftlichen Beirat des Schlesischen Instituts in Opole, im Redaktionsbeirat des Czech-Polish Historical and Pedagogical Journal der Brünner Masaryk-Universität und Mitglied der Sektion Geschichte der Maćica Serbska.
Pech lebt in seiner Heimatstadt Bautzen.

## Schriften (Auswahl)
- Die Sorbenpolitik der DDR: 1949–1970 – Anspruch und Wirklichkeit. Domowina-Verlag, Bautzen 1999, ISBN 978-3-7420-1807-6.
- Zwischen Zwang und Beistand. Deutsche Politik gegenüber den Sorben vom Wiener Kongress bis zur Gegenwart. Domowina-Verlag, Bautzen 2003, ISBN 978-3-7420-1960-8.
- Die Auswirkungen des Nationalsozialismus auf die nationale Minderheit der Sorben. In: Stefan Vogt, Ulrich Herbeck, Ruth Kinet, Susanne Pocai und Bernard Wiaderny (Hrsg.): Ideengeschichte als politische Aufklärung. Festschrift für Wolfgang Wippermann zum 65. Geburtstag., Metropol-Verlag, Berlin 2010, ISBN 978-3-940938-66-4, S. 299–322.
- Ein Staat – eine Sprache? Deutsche Bildungspolitik und autochthone Minderheiten im 20. Jahrhundert: Die Sorben im Vergleich mit Polen, Dänen und Nordfriesen. Domowina-Verlag, Bautzen 2012, ISBN 978-3-7420-2231-8.
- 100 lět Domowina (1912–2012). Sorbisches Institut, Bautzen 2012, ISBN 978-3-9813244-5-7.
- Modernisierung und Migration. Konzeptionen für die zweisprachige Lausitz in der DDR vor dem Hintergrund des Braunkohlenbergbaus. In: Neues Lausitzisches Magazin. Zeitschrift der Oberlausitzer Gesellschaft der Wissenschaften, Görlitz 138 (2016), S. 115–130.